# Intrapersonální komunikace
Intrapersonální komunikace je jedním z druhů sociální komunikace. Jedná se o aktivní vnitřní zapojení jedince do symbolického zpracování zpráv. Jednotlivec se stává řečníkem i posluchačem, přičemž dochází ke zpětné vazbě v současně navazujícím vnitřním procesu.
Intrapersonální komunikaci si lze představit v mysli jednotlivce jako model s vysílačem a přijímačem se zpětnovazební smyčkou. Obecně by se dalo říci, že se jedná o vnitřní rozpravu člověka, samomluvu. Samomluva je pozorovatelná při soustředění, nedostatku sociálního kontaktu anebo uvolnění emocí, rovněž však může doprovázet psychické choroby jako je schizofrenie či autismus. Samomluva se objevuje u obou pohlaví, u žen je však přímo spjatá s izolací. Intrapersonální komunikace se zásadně liší od interpersonální komunikace (vzájemné komunikace mezi dvěma a více lidmi), komunikace v sociální skupině nebo masové komunikace (jednosměrné komunikace k většímu počtu osob).

## Příčiny

### Přirozené příčiny
Samomluva se projevuje při nedostatku sociálního kontaktu, potřebě odreagovat emoce či při řešení problémů, toto chování je patrné zejména u mladších dětí, tedy ve vývojovém stadiu, kdy se chování zvnitřňuje slouží samomluva k regulaci proudu myšlenek při plnění složitějších úkolů. Tato potřeba je dána souvislostí mezi mluvou a výkonem.
Člověk je přirozeně společenský tvor, tudíž požaduje kontakt s jinými jedinci, při nedostatku takového kontaktu v lidech může samomluva sloužit jako náhrada skutečné socializace. Samomluva při uvolňování emocí je často patrná během řízení dopravního prostředku a nadávání ostatním řidičům. Pokud však člověk náhodně vykřikuje nadávky, může se jednat o Tourettův syndrom. Samomluva mizí anebo ustupuje do pozadí zvýšením sociálního kontaktu. Tyto případy jsou chápány jako normální projevy samomluvy.
Nutkání k mluvení se sebou samotným je přímo úměrné délce předešlého mlčení. Tato potřeba je u žen vyšší, jelikož je samomluva přímou odpovědí na osamělost.
Někteří lidé ze stavebnictví samomluvu používají k vytvoření akustické odezvy prostoru a tím mimořádně efektivnímu prozkoumání rozměrů a povrchů prostoru.
V některých případech je transformace myšlenky na řeč, průchod řeči prostorem a návrat řeči do světa myšlenek prostřednictvím sluchu ověřením funkčnosti smyslů a tedy funkčnosti samotného mozku.

### Doprovodný jev psychické poruchy
Za odchylky od přirozené samomluvy považujeme samomluvu, která doprovází různé mentální poruchy.

#### Demence
Různé typy demence poškozují kognitivní funkce mozku, později dochází ke zhoršování a následnému poškození oblastí emotivity, chování, vnímání a řeči. V posledním stádiu demence dochází až k úplné degradaci osobnosti. Mezi projevy oslabení řečových schopností patří špatné vybavování slov, potíže s porozuměním humoru, nesmysluplná řeč, samomluva.

#### Schizofrenie
Schizofrenie je považována za nejzávažnější duševní onemocnění, jelikož postihuje více psychických funkcí. Mezi příznaky schizofrenie patří halucinace, bludy, apatie, kognitivní dysfunkce, deprese. V případě sluchových halucinací na ně může člověk trpící schizofrenií samomluvou odpovídat.

#### Autismus
Autismus je typický abnormálními sociálními interakcemi a stereotypním chováním. Mezi projevy autismu patří narušení schopnosti komunikace, člověk trpí opožděným vývojem řeči, užívání stejných slov a frází nebo naopak vytváření novotvarů, samomluva je patrná například při přípravě rozhovorů s jinými lidmi či při uklidňování se.

#### Tourettův syndrom
Jedná se o neuropsychiatrické onemocnění, projevující se ve věku od 6-7 let pohybovými a zvukovými tiky, často může být provázen dalšími poruchami chování. Mezi zvukové tiky může patřit vykřikování různých slov či vulgarismů (tzv. koprolálie).

## Autosugesce
Jedná se o sugesci způsobenou vlastní myšlenkou. Lze ji považovat za psychologickou metodu vyvinutou francouzským psychologem Emilem Coué. Autosugesce může být prováděna i nahlas tedy de facto se jedná o samomluvu. Couého metoda takto trénuje jisté aspekty osobnosti.